# Pedro Pascasio Fernández Sardino
Pedro Pascasio Fernández Sardino, (Madrid, 22 de febrero de 1781- Londres, 11 de abril de 1827) médico y periodista liberal exaltado del primer tercio del siglo XIX español. Entre los periódicos más relevantes que publicó se encuentran El Robespierre Español y El Español Constitucional.

## Biografía
Pedro Pascasio Fernández Sardino nació en Madrid el 22 de febrero de 1781 y fue bautizado el 24 en la Iglesia Parroquial de Santiago. Fue el penúltimo de los siete hijos de Jerónimo Fernández oriundo de Horche y Manuela Sardino, natural de La Bañeza. Primero estudió Gramática castellana, lengua latina, Retórica y Poética. Después, tres años de Lógica, Metafísica, Física y Filosofía Moral en el Real  Colegio de doña María de Aragón y posteriormente Matemáticas puras y mixtas durante cuatro años en la Academia de Nobles Artes de San Fernando.  A los 19 años opositó a una cátedra de Matemáticas de la Facultad de Artes y Filosofía de la Universidad de Alcalá de Henares pero aunque logró "ser propuesto en primer lugar a pluralidad de votos de los jueces" no logró la plaza. Años más tarde relató el sentimiento de agravio ante esta situación y el despertar del deseo de lucha contra la injusticia y la arbitrariedad.
En junio de 1802 se graduó como Bachiller en Medicina y a partir de entonces conjugó estudios profesionales y aficiones literarias. Su padre le proporcionó libros de autores que más tarde reflejaría en sus escritos: Voltaire, Montesquieu y especialmente Jean-Jacques Rousseau.
En 1805 su padre enfermó y fue él quien logró su curación, según cuenta años más tarde, en 1824. El 21 de octubre de 1807 la Junta Superior gubernativa de Medicina le nombró "médico de número de los Reales Ejércitos" destinado a Badajoz. Al iniciarse la Guerra de la Independencia el 2 de mayo de 1808 tomó partido participando en la redacción del Diario de Badajoz. Tras la victoria de Bailén el 28 de julio de 1808 y la salida de Madrid de José I para celebrar la victoria lanzó desde Badajoz a finales de agosto la publicación del Almacén patriótico con proclamas y poemas dedicados a las victorias y a los héroes de la época. En Badajoz también coincidió con José María Calatrava, un joven de su misma edad que acabaría siendo un importante político español.
Fue en Badajoz también cuando Pedro conoció a María del Carmen Silva, a la que considera una "intrépida portuguesa" y joven heroína. Nacida en Lisboa que en la noche del 11 de junio había liberado a los soldados de las tropas españolas al mando del general Carrafa que habían caído prisioneros de los franceses. Silva le acompañará y compartirá vivencias a lo largo de su vida llegándose a hacerse cargo como editora del periódico El Robespierre Español (1811) durante el periodo en el que Fernández Sardino fue encarcelado.
Luchó contra los franceses con el nombre falso de Pedro Luis Daoíz para evitar represalias contra su familia. En Cádiz publica El Robespierre Español (1811), pero a partir del séptimo número le detienen y sigue con la publicación su compañera y más tarde su esposa, María del Carmen Silva. En los números undécimo y duodécimo publica la Cartilla del ciudadano español, que será reimpresa durante el Trienio Liberal. Un "Elogio de la Plebe Española" del número 27 pudiera ser suyo.  El 29 de mayo le separaron del servicio en el ejército por cierta declaración sobre el envenenamiento de P. Pedraga. 
Emigrado en Inglaterra, edita en Londres, con ayuda de su amigo Manuel María Acevedo, El Español Constitucional (1818-1820), donde publica artículos científicos (metalización de álcalis, por caso) y políticos (Cámara única, Libertad de cultos, Elección directa de los diputados, Extensión a toda España del Justicia de Aragón para velar por la Constitución...). En 1819 menciona como obra suya un Sistema de la Naturaleza, que acaso sea una traducción de la obra del Barón de Holbach. Volvió a España gracias a la revolución de Riego y escribió el Redactor General de España (Madrid, 1821) y El Cincinato (1821-1822). En 1823 le concedieron una pensión por haber detentado el cargo de médico consultor. Tras la caída del sistema constitucional en ese mismo año, emigró de nuevo a Londres, donde inició otra etapa de El Español Constitucional (1824-1825), esta vez como mensual, también con la ayuda de su amigo Manuel María Acevedo.
Dominaba el latín, el francés, el inglés y el italiano, y tenía nociones de alemán; tradujo varias obras científicas. 

### Muerte
El lunes 16 de abril de 1827 un obituario del periódico londinense Morning Chronicle informa de la muerte el miércoles anterior, o sea, el 11 de abril, del doctor Fernández Sardino, tras una prolongada enfermedad. Según la nota atravesó una situación de gran penuria durante su enfermedad y su viuda no tenía recursos para darle un entierro adecuado, abriéndose una colecta para paliar la situación. Pedro Pascasio fue enterrado en la Iglesia Católica de St. Mary Moorfields.